# Waldemar (książę Danii)
Waldemar, książę Danii (ur. 27 października 1858, zm. 14 stycznia 1939), najmłodszy syn króla Danii, Christiana IX (1818–1906) i królowej Luizy z Hesji-Kassel (1817–1898). Waldemar otrzymał dwie propozycje objęcia tronu – z Bułgarii i Norwegii.

## Życiorys
20 października 1885 w Paryżu ożenił się z księżniczką Marią Orleańską (1865–1909) z dynastii Burbonów, najstarszą córką Roberta, księcia Chartres i Franciszki Orleańskiej. Miał z nią pięcioro dzieci:
- Aage (1887–1940), od 1914 hrabia Rosenborga;
- Axel (1888–1964), poślubił w 1919 księżniczkę szwedzką – Małgorzatę;
- Erik (1890–1950);
- Viggo (1893–1970), hrabia Rosenborga, poślubił Eleonorę Green;
- Małgorzatę Duńską (1895–1992), poślubiła księcia René Burbon-Parmeńskiego i została matką królowej Rumunii, Anny Parmeńskiej.

Ze względu na znaczącą liczbę koronowanych bratanków i siostrzeńców nazywany był „wujem królów”.

## Odznaczenia
Lista pełna do 1903 roku:
- Order Słonia (1861)
- Wielki Komandor Orderu Danebroga (1869)
- Srebrny Krzyż Orderu Danebroga
- Medal Pamiątkowy Złotych Godów Króla Chrystiana IX i Królowej Luizy (1892)
- Order Królewski Serafinów (Szwecja)
- Order Świętego Andrzeja Apostoła Pierwszego Powołania (Rosja)
- Order Świętego Aleksandra Newskiego (Rosja)
- Order Orła Białego (Rosja)
- Order Świętej Anny I klasy (Rosja)
- Order Świętego Stanisława (Rosja)
- Order Świętego Włodzimierza IV klasy (Rosja)
- Order Orła Czarnego (Prusy)
- Order Orła Czerwonego I klasy (Prusy)
- Order Ernestyński I klasy (Saksonia)
- Order Zbawiciela I klasy (Grecja)
- Order Zbawiciela V klasy (Grecja)
- Order Annuncjaty (Włochy)
- Order Złotego Lwa (Nassau)
- Order Lwa Niderlandzkiego I klasy (Holandia)
- Order Wieży i Miecza I klasy (Portugalia)
- Order Wierności (Badenia)
- Order Świętego Stefana I klasy (Węgry)
- Order Świętego Aleksandra (Bułgaria)
- Order Osmana I Klasy z Brylantami (Turcja)
- Order Korony Wendyjskiej I klasy (Meklemburgia)
- Order Alberta Niedźwiedzia I klasy (Anhalt)
- Order Leopolda I klasy (Belgia)
- Order Maha Chakri (Syjam)
- Order Chryzantemy (Japonia)
- Order Legii Honorowej I klasy (Francja)
- Order Łaźni I klasy (Wlk. Brytania)
- Medal Złotego Jubileuszu Królowej Wiktorii (1897, Wlk. Brytania)

## Genealogia
| Prapradziadkowie                              | Karol Anton Schleswig-Holstein-Sonderburg-Beck (1727–1759) ∞1754 Fryderyka Dohna-Schlobitten (1738–1786)             | Karol Leopold Schlieben (1723–1788) ∞1747 Maria Eleonora Lehndorff (1722–1800)                                       | Król Danii Fryderyk V Oldenburg (1723–1766) ∞1743 Ludwika Hanowerska (1724–1751)                                     | Fryderyk II Hessen-Kassel (1720–1785) ∞1740 Maria Hanowerska (1722–1772)                                             | Fryderyk II Hessen-Kassel (1720–1785) ∞1740 Maria Hanowerska (1722–1772)              | Karol Wihelm Nassau-Usingen (1735–1803) ∞1760 Karolina Felicja Leiningen-Langsberg-Heidesheim (1734–1810) | Król Danii Fryderyk V Oldenburg (1723–1766) ∞1752 Julia Maria Brunswick-Wolfenbüttel (1729–1796) | Ludwik Mecklenburg-Schwerin (1725–1778) ∞1755 Charlotta Zofia Sachsen-Koburg-Saalfeld (1731–1810) |
| Pradziadkowie                                 | Fryderyk Karol Schleswig-Holstein-Sonderburg-Beck (1757–1816) ∞1780 Fryderyka Amalia Schlieben (1757–1827)           | Fryderyk Karol Schleswig-Holstein-Sonderburg-Beck (1757–1816) ∞1780 Fryderyka Amalia Schlieben (1757–1827)           | Luiza Oldenburg (1750–1831) ∞1766 Karol Hessen-Kassel (1744–1836) ∞1766                                              | Luiza Oldenburg (1750–1831) ∞1766 Karol Hessen-Kassel (1744–1836) ∞1766                                              | Fryderyk Hessen-Kassel (1747–1837) ∞1786 Karolina Polyxena Nassau-Usingen (1762–1823) | Fryderyk Hessen-Kassel (1747–1837) ∞1786 Karolina Polyxena Nassau-Usingen (1762–1823)                     | Fryderyk Oldenburg (1753–1805) ∞1774 Zofia Mecklenburg-Schwerin (1758–1794)                      | Fryderyk Oldenburg (1753–1805) ∞1774 Zofia Mecklenburg-Schwerin (1758–1794)                       |
| Dziadkowie                                    | Fryderyk Wilhelm Schleswig-Holstein-Sonderburg-Glücksburg (1785–1831) ∞1810 Luiza Karolina Hessen-Kassel (1789–1867) | Fryderyk Wilhelm Schleswig-Holstein-Sonderburg-Glücksburg (1785–1831) ∞1810 Luiza Karolina Hessen-Kassel (1789–1867) | Fryderyk Wilhelm Schleswig-Holstein-Sonderburg-Glücksburg (1785–1831) ∞1810 Luiza Karolina Hessen-Kassel (1789–1867) | Fryderyk Wilhelm Schleswig-Holstein-Sonderburg-Glücksburg (1785–1831) ∞1810 Luiza Karolina Hessen-Kassel (1789–1867) | Wilhelm Heski (1787–1867) ∞1810 Luiza Charlotta Oldenburg (1789–1864)                 | Wilhelm Heski (1787–1867) ∞1810 Luiza Charlotta Oldenburg (1789–1864)                                     | Wilhelm Heski (1787–1867) ∞1810 Luiza Charlotta Oldenburg (1789–1864)                            | Wilhelm Heski (1787–1867) ∞1810 Luiza Charlotta Oldenburg (1789–1864)                             |
| Rodzice                                       | Król Danii Chrystian IX Glücksburg (1818–1906) ∞1842 Luiza z Hesji-Kassel (1817–1898)                                | Król Danii Chrystian IX Glücksburg (1818–1906) ∞1842 Luiza z Hesji-Kassel (1817–1898)                                | Król Danii Chrystian IX Glücksburg (1818–1906) ∞1842 Luiza z Hesji-Kassel (1817–1898)                                | Król Danii Chrystian IX Glücksburg (1818–1906) ∞1842 Luiza z Hesji-Kassel (1817–1898)                                | Król Danii Chrystian IX Glücksburg (1818–1906) ∞1842 Luiza z Hesji-Kassel (1817–1898) | Król Danii Chrystian IX Glücksburg (1818–1906) ∞1842 Luiza z Hesji-Kassel (1817–1898)                     | Król Danii Chrystian IX Glücksburg (1818–1906) ∞1842 Luiza z Hesji-Kassel (1817–1898)            | Król Danii Chrystian IX Glücksburg (1818–1906) ∞1842 Luiza z Hesji-Kassel (1817–1898)             |
| Waldemar Glücksburg (1858–1939), książę Danii | | | | |                                                                                       | |                                                                                                  |                                                                                                   |